# Superliga de Moldavia
La Superliga de Moldavia —en rumano: Superliga Moldovei— es la máxima categoría de fútbol del sistema de ligas de Moldavia. Se celebra desde 1992, es organizada por la Federación Moldava de Fútbol (FMF) y se trata de la única categoría del país con estatus profesional.

## Historia
Moldavia no contó con un sistema de ligas independiente hasta 1991. Los equipos de la región de Besarabia formaron parte del sistema de ligas de Rumanía desde 1925 hasta 1940, cuando se produjo la anexión a la Unión Soviética. Después de la Segunda Guerra Mundial se creó una división regional, la «Liga de la RSS de Moldavia», que estaba integrada en el sistema de la URSS. A lo largo de la historia solo hubo un club moldavo que formara parte de la Primera División de la URSS: el Zimbru Chisináu —entonces conocido como «Moldova» o «Nistrul»— jugó once temporadas no consecutivas hasta su último descenso en 1983.
Después de la independencia, la Federación Moldava de Fútbol asumió la organización de los campeonatos nacionales. La temporada inaugural de la Primera División de Moldavia se disputó en 1992, tuvo carácter transicional y contó con doce equipos. A partir de la temporada 1992-93 se adoptó un calendario similar al de las principales ligas europeas, bajo el nombre de Liga Nacional, y los mejores clubes del país podían clasificarse para competiciones de la UEFA. En 1996 se adoptó la denominación actual de División Nacional.
La principal potencia de la liga en la década de 1990 fue el Zimbru Chisináu con ocho títulos conquistados. A partir del año 2000 la irrupción del Sheriff Tiraspol ha supuesto un dominio absoluto del equipo de Transnistria, pues ha ganado todas las ediciones disputadas salvo en los casos puntuales del Dacia Chisináu (2011) y del Milsami Orhei (2014).
Entre 2017 y 2019 se adoptó un calendario de año natural para no coincidir con las ligas europeas más importantes. No obstante, el estallido de la pandemia de COVID-19 en marzo de 2020 obligó a la FMF a adoptar de nuevo el calendario europeo.

## Participantes

### Temporada 2025-26
| Equipos              | Ciudad   | Estadio                           | Capacidad |
| -------------------- | -------- | --------------------------------- | --------- |
| F. C. Bălți          | Bălți    | Estadio Orășenesc                 | 6 000     |
| Dacia Buiucani       | Chisináu | CSCT Buiucani                     | 300       |
| Milsami Orhei        | Orhei    | Complejo Deportivo Regional Orhei | 3 000     |
| F. C. Petrocub       | Hîncești | Estadio Municipal de Hîncești     | 1 200     |
| Politehnica Chișinău | Chisináu | Estadio Suruceni                  | 350       |
| Sheriff Tiráspol     | Tiráspol | Estadio Sheriff                   | 14 000    |
| Spartanii Sportul    | Selemet  | Selemet Stadium                   | 500       |
| Zimbru Chisináu      | Chisináu | Estadio Zimbru                    | 10 000    |

## Sistema de competición
La División Nacional es un torneo organizado y regulado por la Federación Moldava de Fútbol (FMF), conjuntamente con el resto de categorías inferiores, y es la única liga profesional del país. A partir de 2020, la competición se disputa anualmente desde principios de julio hasta el final de mayo del siguiente año.
La categoría consta de un grupo único integrado por ocho equipos. Siguiendo un sistema de liga, se enfrentan todos contra todos en cuatro ocasiones —dos en campo propio y dos en el contrario— hasta sumar 28 jornadas. El orden de los encuentros se decide por sorteo antes de empezar la competición.
La clasificación final se establece con arreglo a los puntos totales obtenidos por cada equipo al finalizar el campeonato. Los equipos obtienen tres puntos por cada partido ganado, un punto por cada empate y ningún punto por los partidos perdidos. Si al finalizar el campeonato dos equipos igualan a puntos, los mecanismos para desempatar la clasificación son los siguientes:
1. El que tenga la puntuación más alta entre los equipos implicados, según los partidos jugados entre ellos.
2. El que tenga una mayor diferencia entre goles a favor y en contra, según el resultado de los partidos jugados entre ellos.
3. El que tenga la mayor diferencia de goles a favor, teniendo en cuenta todos los obtenidos y recibidos en el transcurso de la competición.
4. El mayor número de victorias, teniendo en cuenta todos los encuentros del campeonato.
5. El club que haya marcado más goles, teniendo en cuenta todos los encuentros del campeonato.
6. El club mejor clasificado con arreglo a los baremos de juego limpio.

El equipo que más puntos sume al final del campeonato será proclamado campeón de Liga y tendrá derecho a disputar la ronda preliminar de la Liga de Campeones de la UEFA. El segundo y el tercer clasificado, así como el vencedor de la Copa de Moldavia, obtienen una plaza para la ronda preliminar de la Liga Europa Conferencia de la UEFA. En caso de que el campeón de Copa coincida con los tres primeros clasificados, la plaza pasa automáticamente al cuarto mejor equipo de la temporada.
El último clasificado desciende a la segunda categoría y es reemplazado por el vencedor de la misma. El penúltimo clasificado deberá disputar una eliminatoria a ida y vuelta contra el subcampeón de la división inferior. La FMF se reserva el derecho de admisión de participantes si incumplen los criterios impuestos por la organización.
El sistema cambio para la tempora 2023-2024. Con un sistema a 2 fases: la primera todos contra todos a ida y vuelta (14 fechas) y una segunda con un Grupo Campeonato (los 6 mejor ubicados) y otro Permanencia (los 2 con menos puntos). 

## Historial
| Temporada                     | Campeón                | Subcampeón                   | Tercero                | Máximo goleador                 | Club                                    | Goles                 |
| Superliga de Moldavia         | Superliga de Moldavia  | Superliga de Moldavia        | Superliga de Moldavia  | Superliga de Moldavia           | Superliga de Moldavia                   | Superliga de Moldavia |
| ----------------------------- | ---------------------- | ---------------------------- | ---------------------- | ------------------------------- | --------------------------------------- | --------------------- |
| 1992                          | FC Zimbru              | Tiligul Tiraspol             | Bugeac Comrat          | Serghey Alexandrov Oleg Flentea | Bugeac Comrat Constructorul Chișinău    | 13                    |
| Liga Nacional de Moldavia     |                        |                              |                        |                                 |                                         |                       |
| 1992-93                       | FC Zimbru              | Tiligul Tiraspol             | FC Moldova Boroseni    | Vladimir Kosse                  | Tiligul Tiraspol                        | 30                    |
| 1993-94                       | FC Zimbru              | Tiligul Tiraspol             | FC Codru Călărași      | Vladimir Kosse                  | Tiligul Tiraspol                        | 24                    |
| 1994-95                       | FC Zimbru              | Tiligul Tiraspol             | FC Olimpia Bălți       | Vladislav Gavriliuc             | FC Nistru Otaci FC Zimbru               | 20                    |
| 1995-96                       | FC Zimbru              | Tiligul Tiraspol             | Constructorul Chișinău | Vladislav Gavriliuc             | FC Zimbru                               | 34                    |
| División Nacional de Moldavia |                        |                              |                        |                                 |                                         |                       |
| 1996-97                       | Constructorul Chișinău | FC Zimbru                    | Tiligul Tiraspol       | Serghei Rogaciov                | Constructorul Chișinău FC Olimpia Bălți | 35                    |
| 1997-98                       | FC Zimbru              | Tiligul Tiraspol             | Constructorul Chișinău | Serghei Clescenco               | FC Zimbru                               | 25                    |
| 1998-99                       | FC Zimbru              | Constructorul Chișinău       | Tiligul Tiraspol       | Serghei Rogaciov                | FC Sheriff                              | 21                    |
| 1999-00                       | FC Zimbru              | FC Sheriff                   | Constructorul Chișinău | Serghei Rogaciov                | FC Sheriff                              | 20                    |
| 2000-01                       | FC Sheriff             | FC Zimbru                    | Tiligul Tiraspol       | Ruslan Barburos David Mujiri    | FC Haiduc / Agro-Chişinău / FC Sheriff  | 17                    |
| 2001-02                       | FC Sheriff             | FC Nistru Otaci              | FC Zimbru              | Ruslan Barburos                 | FC Sheriff                              | 17                    |
| 2002-03                       | FC Sheriff             | FC Zimbru                    | FC Nistru Otaci        | Serghei Dadu                    | FC Tiraspol FC Sheriff                  | 19                    |
| 2003-04                       | FC Sheriff             | FC Nistru Otaci              | FC Zimbru              | Vladimir Shishelov              | FC Zimbru                               | 15                    |
| 2004-05                       | FC Sheriff             | FC Nistru Otaci              | FC Dacia Chișinău      | Catalin Lichioiu                | FC Nistru Otaci                         | 16                    |
| 2005-06                       | FC Sheriff             | FC Zimbru                    | FC Tiraspol            | Aliaksei Kuchuk                 | FC Sheriff                              | 13                    |
| 2006-07                       | FC Sheriff             | FC Zimbru                    | FC Nistru Otaci        | Aliaksei Kuchuk                 | FC Sheriff                              | 17                    |
| 2007-08                       | FC Sheriff             | FC Dacia Chișinău            | FC Nistru Otaci        | Igor Picușceac                  | FC Tiraspol FC Sheriff                  | 14                    |
| 2008-09                       | FC Sheriff             | FC Dacia Chișinău            | FC Iskra-Stal          | Oleg Andronic                   | FC Zimbru                               | 16                    |
| 2009-10                       | FC Sheriff             | FC Iskra-Stal                | FC Olimpia Bălți       | Jymmy França Alexandr Maximov   | FC Sheriff FC Viitorul Orhei            | 13                    |
| 2010-11                       | FC Dacia Chișinău      | FC Sheriff                   | FC Milsami             | Gheorghe Boghiu                 | FC Milsami                              | 26                    |
| 2011-12                       | FC Sheriff             | FC Dacia Chișinău            | FC Zimbru              | Wilfried Balima                 | FC Sheriff                              | 18                    |
| 2012-13                       | FC Sheriff             | FC Dacia Chișinău            | FC Tiraspol            | Gheorghe Boghiu                 | FC Milsami                              | 16                    |
| 2013-14                       | FC Sheriff             | FC Tiraspol                  | FC Veris               | Henrique Luvannor               | FC Sheriff                              | 26                    |
| 2014-15                       | FC Milsami             | FC Dacia Chișinău            | FC Sheriff             | Ricardinho                      | FC Sheriff                              | 19                    |
| 2015-16                       | FC Sheriff             | FC Dacia Chișinău            | FC Zimbru              | Danijel Subotić                 | FC Sheriff                              | 12                    |
| 2016-17                       | FC Sheriff             | FC Dacia Chișinău            | FC Milsami             | Ricardinho                      | FC Sheriff                              | 15                    |
| 2017                          | FC Sheriff             | FC Milsami                   | CS Petrocub Hîncești   | Vitalie Damașcan                | FC Sheriff                              | 13                    |
| 2018                          | FC Sheriff             | FC Milsami                   | CS Petrocub Hîncești   | Vladimir Ambros                 | CS Petrocub Hîncești                    | 12                    |
| 2019                          | FC Sheriff             | FC Sfântul Gheorghe Suruceni | CS Petrocub Hîncești   | Yury Kendysh                    | FC Sheriff                              | 13                    |
| 2020-21                       | FC Sheriff             | CS Petrocub Hîncești         | FC Milsami             | Frank Castañeda                 | FC Sheriff                              | 28                    |
| 2021-22                       | FC Sheriff             | CS Petrocub Hîncești         | FC Milsami             | Vladimir Ambros                 | CS Petrocub Hîncești                    | 17                    |
| Superliga de Moldavia         |                        |                              |                        |                                 |                                         |                       |
| 2022-23                       | FC Sheriff             | CS Petrocub Hîncești         | FC Zimbru              | Rasheed Akanbi Alexandru Dedov  | FC Sheriff FC Zimbru                    | 8                     |
| 2023-24                       | CS Petrocub Hîncești   | FC Sheriff                   | FC Zimbru              | Radu Gînsari                    | FC Milsami                              | 12                    |
| 2024-25                       | FC Milsami             | FC Zimbru                    | FC Sheriff             | Caio Ferreira Martins           | CSF Bălți                               | 12                    |

1. ↑  La FMF otorga el título al FC Zimbru porque el Tiligul Tiraspol renunció a disputar un partido de desempate.

### Palmarés
| Club                     | Títulos | Subcampeonatos | Años de los campeonatos |
| ------------------------ | ------- | -------------- | --- |
| Sheriff Tiráspol         | 21      | 3              | 2001, 2002, 2003, 2004, 2005, 2006, 2007, 2008, 2009, 2010, 2012, 2013, 2014, 2016, 2017, 2018, 2019, 2020, 2021, 2022, 2023 |
| Zimbru Chisináu          | 8       | 6              | 1992, 1993, 1994, 1995, 1996, 1998, 1999, 2000                                                                               |
| Milsami Orhei            | 2       | 2              | 2015, 2025 |
| Dacia Chisináu †         | 1       | 7              | 2011 |
| Petrocub Hîncești        | 1       | 3              | 2024 |
| Constructorul Chisináu † | 1       | 2              | 1997 |

- † Equipo desaparecido.